# Pornsak Songsaeng
Pornsak Songsaeng (în thailandeză พรศักดิ์ ส่องแสง, n. 2 noiembrie 1960, Provincia Khon Kaen, Thailanda – d. 15 octombrie 2021, Provincia Nong Bua Lamphu, Thailanda) a fost un actor și cântăreț thailandez.

## Tinerețe
Pornsak Songsaeng s-a născut pe 2 noiembrie 1960 în provincia Khon Kaen și și-a început cariera muzicală în 1981, colaborând cu Siengsiam.

## Discografie

### Album
- 1982 - Loi Phae (ลอยแพ)
- 1986 - Toey Sao Jan Kang Koab (เต้ยสาวจันทร์กั้งโกบ)
- 1993 - Puea Pler Jer Kan (ผัวเผลอเจอกัน)
- 2001 - Rak Borisut (รักบริสุทธิ์)
- 2001 - Phoo Phae Rak (ผู้แพ้รัก)
- 2004 - Mee Miea Dek (มีเมียเด็ก)